# Groupe de la révolution culturelle
Le groupe de la révolution culturelle remplace au printemps 1966 le groupe des Cinq et est placé sous l'autorité du Bureau politique. Il est animé par les proches du président Mao, tels que Chen Boda, Kang Sheng et Jiang Qing. Ce groupe a pour but de susciter et entretenir la révolution culturelle.